# Little Joe Monahan
Joe « Little Joe » Monahan, né en 1850 et mort en 1904, est un cow-boy et éleveur de bétail américain qui travaille dans diverses industries de prospection et d'élevage autour de Silver City, Idaho, sous un nom et une identité masculins. La révélation du sexe biologique de Joe Monahan est devenue un fait divers national à sensation après sa mort en 1904. Sa vie est relatée dans le film de 1993 The Ballad of Little Jo de Maggie Greenwald.

## Biographie
Monahan est peut-être né sous le nom de Johanna Monahan à Buffalo, New York, en 1850, et a ensuite déménagé en Idaho en 1867. L'enfant est élevé dans un foyer d'accueil et dès l'âge de huit ans. Monahan part pour l'Ouest à 14 ans endossant une identité de genre masculine. Les circonstances de sa naissance ne sont pas claires et les registres du recensement suggèrent qu'il est peut-être né sous le nom de Mary Manumon, bien que la famille ait également eu une jeune servante, Johanna Burke. Les récits relatés aux journalistes après sa mort ont affirmé que la mère de Monahan avait habillé le jeune enfant avec des vêtements de garçon dans sa petite enfance pour vendre des journaux dans la rue.

## Joe Monahan
Monahan passe ses premières années dans l'Idaho en tant que cow-boy et vit dans l'Oregon avant de retourner dans le comté d'Owyhee, où un recensement de 1898 le répertorie comme éleveur de bétail. Monahan aurait travaillé dans le commerce de livrée, puis dans une scierie, et aurait ensuite économisé plusieurs milliers de dollars dans l'exploitation minière, qui ont été volés lors d'une fraude à l'investissement. Monahan a voté lors d'une primaire républicaine de 1880 alors que les femmes se voyaient refuser le droit de vote à l'époque.
Monahan vit à Succor Creek, près de Silver City, dans une petite maison au sol en terre battue, élevant des cochons et des poulets. Il est répertorié dans trois enquêtes de recensement de l'Idaho. Toutes identifient Monahan comme un homme, cependant une des enquêtes comporte un astérisque avec la mention « sexe douteux ». Les habitants ont indiqué qu'ils savaient que Monahan avait été une femme, mais Monahan ne l'a jamais confirmé lorsqu'il a été interrogé, et la question lui a rarement été posée. Dans une lettre adressée au chef de la police de Buffalo à la recherche d'un proche parent, un résident local fait remarquer qu'« il s'était frayé un chemin avec beaucoup d'entre nous… a souffert de difficultés et de la faim au début et n'a jamais pleurniché… les cow-boys l'ont traité avec le plus grand respect, et il était toujours le bienvenu pour manger et dormir dans leurs camps ».
Monahan tombe malade en 1903 après un transport de bétail en hiver sur la rivière Boise et meurt en 1904. Les habitants de la ville découvrent alors son sexe biologique, et le fait est largement rapporté dans les médias de l'époque, y compris un exposé dans l'American Journal Examiner,.

## Postérité
L'histoire de Monahan est devenue une histoire populaire dans les magazines occidentaux à partir des années 1950. Barbara Lebow a écrit une pièce de théâtre, Little Joe Monaghan, en 1981. En 1993, le film, The Ballad of Little Jo de Maggie Greenwald est inspiré de la vie de Monahan,.